# Centro Administrativo do Governo do Estado de Santa Catarina
O Centro Administrativo do Governo de Estado de Santa Catarina é a sede oficial do governo catarinense, estando localizado na capital de Santa Catarina, Florianópolis.
O prédio, que fica no bairro Saco Grande, as margens da rodovia SC-401, foi originalmente foi construído pela WEG S.A. para ser a sede de sua divisão de automação, tendo sido vendido ao BESC e se tornando a sede do banco estadual. Posteriormente, o governo do estado, antes sediado num prédio modernista no Centro de Florianópolis, adquire a sede do banco, fazendo dele a sede do executivo.
No complexo ficam as principais secretarias do estado e o gabinete do governador e do vice, e posteriormente, o Teatro Governador Pedro Ivo Campos foi adicionado ao conjunto.

## Antecedentes

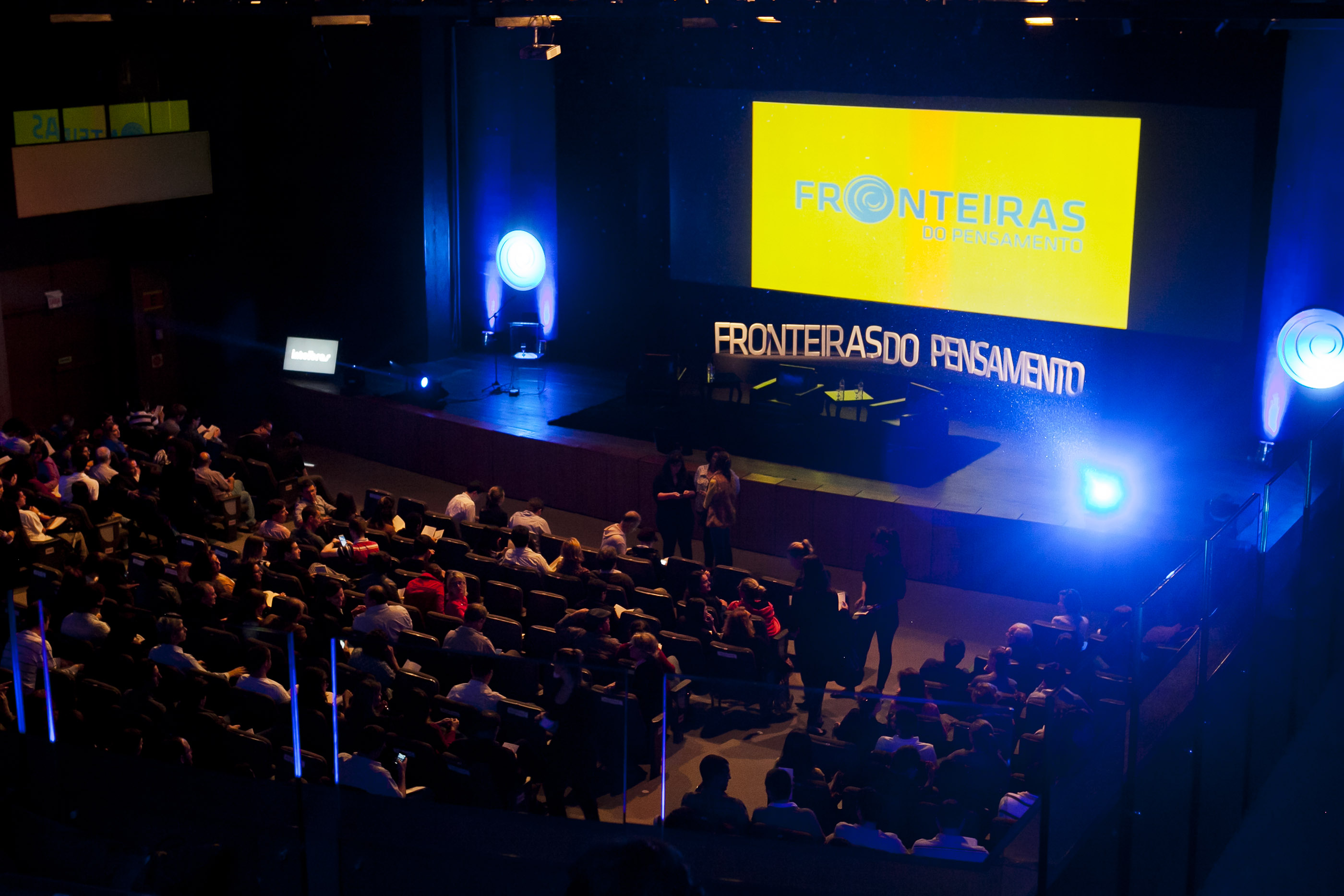
Teatro Pedro Ivo durante um evento.

O governo catarinense foi sediado no Palácio Cruz e Sousa, no Centro de Florianópolis, até 1984. Após esse prédio ter sido tombado por seu valor histórico, a administração estadual passa a um novo prédio, o Palácio Santa Catarina, um prédio brutalista de 1967 localizado na Praça Tancredo Neves, também chamada de Praça dos Três Poderes por concentrar os prédios públicos.
Em 2003, o novo governador, Luiz Henrique da Silveira, pede para deixar o Palácio Santa Catarina, que segundo ele estaria em péssimas condições, já em março - tendo ele assumido em janeiro. O governo então se transfere para a sede do BESC, na SC-401, em 7 de outubro de 2003, iniciando a adaptação do local para se tornar o Centro Administrativo, incluindo a transformação do auditório do local em teatro, o que seria o futuro Teatro Pedro Ivo. Apesar de questionada, a transferência é feita, tendo ainda imbróglios burocráticos por algum tempo.

## Teatro Pedro Ivo
O Teatro Governador Pedro Ivo Campos, mais conhecido como Teatro Pedro Ivo, foi inaugurado em 21 de novembro de 2008, anexo ao Centro Administrativo. Tem 2,6 mil metros quadrados de área e capacidade para 722 lugares e um palco de 450 metros quadrados, sendo um dos principais teatros de Florianópolis.